# Сапроненко, Евгений
Евгений Сапроненко (латыш. Jevgēņijs Saproņenko, род. 11 ноября 1978 года) — латвийский гимнаст.
Евгений Сапроненко родился в 1978 году в Риге (СССР). Спортом начал заниматься с 1985 года. Является призёром чемпионатов мира по гимнастике и олимпийским призёром. Специализация — опорный прыжок.